# Raise the Pressure
Albums de Electronic
Electronic
(1991) Twisted Tenderness
(1999)
Raise the Pressure est le deuxième album du groupe britannique Electronic, sorti le 8 juillet 1996 et comprenant treize titres.
Le groupe, composé de Bernard Sumner et Johnny Marr, est accompagné par Karl Bartos, ancien de Kraftwerk aux claviers.

## Titres
1. Forbidden City (4:03)
2. For You (4:52)
3. Dark Angel (5:30)
4. One Day (4:35)
5. Until the End of Time (6:19)
6. Second Nature (4:55)
7. If You've Got Love (6:26)
8. Out Of My League (4:36)
9. Interlude (0:44)
10. Freefall (4:58)
11. Visit Me (5:58)
12. How Long (4:46)
13. Time Can Tell (4:43)